# 博勒斯庫鄉
44°42′N 23°17′E / 44.700°N 23.283°E
博勒斯庫鄉（羅馬尼亞語：Comuna Borăscu, Gorj），是羅馬尼亞的鄉份，位於該國西南部，由戈爾日縣負責管轄，面積72平方公里，海拔高度227米，2007年人口3,656，人口密度每平方公里51人。